# Océane (série télévisée)
Pour les articles homonymes, voir Océane.
Océane (Ocean Girl) est une série télévisée australienne en 78 épisodes de 25 minutes, créée par Jonathan M. Shiff et diffusée entre le 29 août 1994 et mars 1998 sur Network Ten.
En France, la série a été diffusée à partir du 23 octobre 1995 sur France 2 ainsi que sur Canal J, et Eurêka ! / Planète Juniors entre 2003 et 2009.

## Synopsis
Cette série met en scène Océane, une mystérieuse jeune fille venue d’une autre planète avec la mission de protéger l’océan afin d’honorer une promesse faite à son père disparu.
Pour ce faire, Neri (autre prénom d'Océane) se fera aider par ses amis rencontrés sur ORCA (Oceanic Research Centre of Australia), une ville sous-marine. Ensemble ils essayeront, notamment, d'échapper à Ubri, une société scientifique malfaisante voulant capturer l'héroïne.
Elle fera aussi la rencontre de sa petite sœur, Mera, et de Kal, tous deux venus de la même planète qu'elle.

## Distribution
- Marzena Godecki (en) (VF : Annabelle Roux) : Océane (Neri en VO)
- David Hoflin (en) (VF : ? puis Alexis Tomassian (2e voix)) : Jason Bates
- Jeffrey Walker : Brett Bates
- Kerry Armstrong (en) (VF : Brigitte Morisan) : Dr Dianne Bates (1994-1995)
- Liz Burch (en) (VF : Brigitte Morisan) : Dr Dianne Bates (1996-1997)
- Alex Pinder : Dr Winston Seth
- Nicholas Bell (en) : Dr Hellegren (1994-1996)
- Lauren Hewett (VF : Naïké Fauveau) : Mera / Jane Seaforth (1995-1997)
- Jeremy Angerson : Kal (saison 3)
- Joelene Crnogorac : Lena Hellegren (saison 3)
- Brooke Anderson (VF : Marie-Eugénie Maréchal) : Cassandra "Cass" Clayborn (1996-1997)
- Gregory Ross : Paul Bates (saison 4)
- Rhona Rees : Ilona (saison 4)
- Terry Serio : Capitaine Phillips (saison 2)

## Épisodes

### Première saison (1994-1995)
1. Étrange rencontre (The Girl in the Sea)
2. L'Île déserte (Set Adrift)
3. Le Secret (Wall of Death)
4. Pris au piège (The Earthquake)
5. Les Meilleurs Amis du monde (Human Tears)
6. Surprise à tribord (Property Developers!)
7. Une drôle de cargaison (Toxic Waste)
8. Océane a disparu (Day Pass)
9. Les Mystères de la ville (Romance)
10. Une plongée extraordinaire (Major Breakthrough)
11. Une étrange petite sirène (Industrial Spy)
12. Prisonnière en haute mer (Neri's Secret)
13. L'Appel du large (Tough Decision)

### Deuxième saison (1995-1996)
1. Le Retour (The Return)
2. Langage codé (Where No Whale Swims)
3. Message intersidéral (Father's Message)
4. Le Bébé tombé du ciel (Records and Recollections)
5. La Petite sœur (Mera)
6. Des enfants extraordinaires (The Institute)
7. La Disparition (No Place Like Home)
8. Notre île (Our Island)
9. Une bombe sous-marine (Underwater ans Undercover)
10. Le Secret (Secrets Out)
11. Le Sabotage (Sabotage)
12. Les Ambassadeurs venus d'ailleurs (The Arrival)
13. Le Grand Jour (Return)

### Troisième saison (1996-1997)
1. Les retrouvailles (Danger in the Reef)
2. Cassandra a disparu (Amnesia)
3. L'homme venu d'ailleurs (Draining the Spaceship)
4. Le nouvel ami (Kal Who Knows No Fear)
5. Rencontres (Diving Around Obstacles)
6. La mission (Winston and Water)
7. Leçon de plongée (A Super-Sportsman)
8. Une aiguille dans une meule de foin (Extraterrestrial Abilities)
9. Interception ratée (The Capsule in the Desert)
10. La Chasse au trésor (Benny in Trouble)
11. La Troisième Capsule (Cassandra's Nightmares)
12. Cas de conscience (The Helicopter Exam)
13. Séance d'hypnose (Lena's Betrayal)
14. Opération commando (Changes)
15. Bienvenue à Camilla (The Spy)
16. Les Yeux du peintre (Gamma Level: Radioactive)
17. Charley va mourir (Charlie is Stranded)
18. La Capture (The Love Letter)
19. Kal est prisonnier (Jason and the Abyss)
20. La Taupe (Eavesdropper)
21. L'esprit des Eaux (Water in the Desert)
22. Le Chant de la baleine (The Safe Deposit Key)
23. La Marchandise de contrebande (The China Man)
24. Le Sabotage (The Stone Fish)
25. La Victoire d'Ubri (Time Bomb in the Jungle)
26. Le Départ (The Last Chance)

### Quatrième saison (1997-1998)
1. La Pyramide (Operation Sphinx)
2. Voyage en Égypte (The Mysterious Pyramid)
3. Le Camp égyptien (The Transport)
4. La Pyramide aux milles secrets (The Golden Ankh)
5. Jakamarra (Stranded in the Desert)
6. Prise au piège (The Lie Detector)
7. La Princesse des océans (The Bug)
8. La Visite d'Orca (A Wrong Friend)
9. Différence de point de vue (The Hunt for the Golden Ankh)
10. Le vol de l'Ankh d'or (The History of the Whale Woman)
11. Océane prisonnière (Cheat)
12. Une nouvelle alliée (Imprisoned in the Bunker)
13. La pierre sacrée (Attempt at Revival)
14. La fleur qui guérit (The Snake Bite)
15. Emma (A Spirit Appears)
16. Réapparition pyramidale (Helen Learns the Laughter)
17. Le retour des commandos (Mera Escapes to Earth)
18. Qui es-tu Ilona ? (The Race)
19. Le peuple des océans attaque (The Attack)
20. La capture de Méra (The Taking of Hostages)
21. La contamination (The Red Virus)
22. Ne m'abandonne pas Charley (Before the Countdown)
23. Le piège (The Countdown)
24. Mutations génétiques (The Ice Melts)
25. L'invasion d'Orca (The Blood Test)
26. Le couronnement d'Océane (The Queen)

## Commentaires
Une série dérivée, Ocean Girl : A New Generation, de 26 épisodes serait en projet depuis 2013, mais aucun autre détail concret n'a été fourni.